# Campo Belo do Sul
Campo Belo do Sul är en kommun i Brasilien.   Den ligger i delstaten Santa Catarina, i den södra delen av landet, 1 400 km söder om huvudstaden Brasília. Antalet invånare är 7 486.
I omgivningarna runt Campo Belo do Sul växer huvudsakligen savannskog. Runt Campo Belo do Sul är det mycket glesbefolkat, med 7 invånare per kvadratkilometer.